# Chvalovice (ort i Tjeckien, Södra Böhmen)
Chvalovice är en ort i Tjeckien.   Den ligger i regionen Södra Böhmen, i den sydvästra delen av landet, 120 km söder om huvudstaden Prag. Chvalovice ligger 463 meter över havet och antalet invånare är 177.
Terrängen runt Chvalovice är platt åt nordost, men åt sydväst är den kuperad. Runt Chvalovice är det ganska tätbefolkat, med 52 invånare per kvadratkilometer. Närmaste större samhälle är České Budějovice, 18,1 km öster om Chvalovice. I omgivningarna runt Chvalovice växer i huvudsak blandskog.